# Gnarls Barkley
Гнарлс Баркли (англ. Gnarls Barkley, по-английски произносится Нарлз Баркли) — американский соул-дуэт. (Гнарлс Баркли — имя некой вымышленной знаменитости, в реальности же это проект музыкантов по имени Danger Mouse и Си Ло Грин.)
Их первый альбом St. Elsewhere вышел в 2006 и за несколько месяцев стал платиновым. Песня «Crazy» из этого альбома имела огромный коммерческий успех и была номинирована на звание лучшей записи года на 49-й церемонии «Грэмми».

## Карьера
До формирования дуэта Gnarls Barkley, его участники уже имели большой опыт в индустрии шоу-бизнеса.
Так, например, Cee-Lo сначала выступал в составе хип-хоп коллектива Goodie Mob из Атланты, который в 1990-х гг. был на весьма почётном месте в Dirty South рэпе (широкое течение в американском рэпе, получившее распространение в южной части страны, досл. «Грязный Юг»). Cee-Lo покинул группу после выхода их третьего альбома в 1999 году, начав свою сольную карьеру. Он выпустил два сольных альбома, в 2003 и 2004 гг. соответственно. В 2006 г., музыкальный лейбл, на котором он был когда-то подписан, издал сборник лучших песен Cee-Lo с целью получения денежных средств от популярности Gnarls Barkley.
Danger Mouse занимался продюсированием многих хип-хоп исполнителей, в частности, он является продюсером альбома Demon Days группы Gorillaz, получивший премию «Грэмми». Народная известность пришла к нему после грандиозного успеха его сольника Grey Album, в котором он сводит в одно целое семплы из альбома Jay-Z Black Album и альбома The Beatles White Album.
Впервые участники дуэта встретились в 2004 г., когда Cee-Lo был в очередном туре, а Danger Mouse случилось работать диджеем на его выступлениях. С этого момента они начали работу над песнями, которые войдут в их совместный альбом St. Elsewhere. Так начинается их карьера в качестве дуэта. На вопрос «Как возникло название Вашей группы?» Бертон отвечает, что название им подсказали друзья, «которые шутливо сложили известные имена принца Гнарлза и Боба Баркли». [ироническое звучание для носителей языка, от схожести букв C-G и H-N. Prince Charles — Prince Gnarls, Bob Marley — Bob Barkley].
На данный момент дуэт не играет на концертах, не выпускает никаких синглов, но в своём недавнем интервью журналу Rolling Stone Cee-Lo рассказал о том, что в ближайшем будущем они вновь объединятся для записи нового альбома 

## Дискография

### Студийные альбомы
| Год  | Название                                                                                         | Позиции в чартах | Позиции в чартах | Позиции в чартах | Позиции в чартах | Позиции в чартах | Позиции в чартах | Позиции в чартах | Позиции в чартах | Позиции в чартах | Позиции в чартах | Сертификат                                                         |
| Год  | Название                                                                                         | US               | US R&B           | US Dance         | US Indie         | AUS              | CAN              | CHE              | NZ               | SWE              | UK               | Сертификат                                                         |
| ---- | ------------------------------------------------------------------------------------------------ | ---------------- | ---------------- | ---------------- | ---------------- | ---------------- | ---------------- | ---------------- | ---------------- | ---------------- | ---------------- | ------------------------------------------------------------------ |
| 2006 | St. Elsewhere - Первый студийный альбом - Дата релиза: 9 мая 2006 - Лейбл: Atlantic Records      | 4                | 4                | 1                | 28               | 6                | 8                | 2                | 1                | 9                | 1                | - AUS: Золотой - CAN: Платиновый - UK: Платиновый - US: Платиновый |
| 2008 | The Odd Couple - Второй студийный альбом - Дата выхода: March 18, 2008 - Лейбл: Atlantic Records | 12               | 14               | 1                | —                | 20               | 21               | 16               | 20               | 59               | 18               |                                                                    |

### Синглы
| Год  | Сингл                          | Позиции в чартах | Позиции в чартах | Позиции в чартах | Позиции в чартах | Позиции в чартах | Позиции в чартах | Позиции в чартах | Позиции в чартах | Позиции в чартах | Позиции в чартах | Сертификат                                          | Альбом         |
| Год  | Сингл                          | US               | US Adult         | US Alt           | AUS              | AUT              | CHE              | DNK              | NLD              | SWE              | UK               | Сертификат                                          | Альбом         |
| ---- | ------------------------------ | ---------------- | ---------------- | ---------------- | ---------------- | ---------------- | ---------------- | ---------------- | ---------------- | ---------------- | ---------------- | --------------------------------------------------- | -------------- |
| 2006 | «Crazy»                        | 2                | 1                | 7                | 2                | 1                | 1                | 1                | 3                | 4                | 1                | - AUS: Золотой - UK: Платиновый - US: 2× платиновый | St. Elsewhere  |
| 2006 | «Smiley Faces»                 | —                | —                | —                | 38               | 37               | 37               | —                | 47               | 57               | 10               |                                                     | St. Elsewhere  |
| 2006 | «Who Cares?»                   | —                | —                | —                | —                | —                | —                | —                | —                | —                | 60               |                                                     | St. Elsewhere  |
| 2006 | «Gone Daddy Gone»              | —                | 35               | 26               | 92               | —                | —                | —                | —                | —                | 60               |                                                     | St. Elsewhere  |
| 2008 | «Run (I'm a Natural Disaster)» | 114              | —                | 35               | —                | 51               | 65               | 38               | —                | —                | 32               |                                                     | The Odd Couple |
| 2008 | «Going On»                     | 88               | —                | —                | 79               | —                | —                | —                | —                | —                | 143              |                                                     | The Odd Couple |
| 2008 | «Who's Gonna Save My Soul»     | —                | —                | —                | —                | —                | —                | —                | —                | —                | —                |                                                     | The Odd Couple |